# Wings Greatest
Wings Greatest é uma coletânea da banda Wings e é o seu oitavo álbum. O álbum foi lançado em 1978, e atingiu número 5 na Inglaterra.

## Faixas
1. "Another Day" - 3:42
2. "Silly Love Songs" - 5:52
3. "Live And Let Die" - 3:11
4. "Junior's Farm" - 4:21
5. "With a Little Luck" - 5:45
6. "Band On The Run" - 5:10
7. "Uncle Albert/Admiral Halsey" - 4:48
8. "Hi, Hi, Hi" - 3:07
9. "Let 'Em In" - 5:09
10. "My Love" - 4:08
11. "Jet" - 4:06
12. "Mull Of Kintyre" - 4:43